# Xã Center, Quận Henry, Iowa
Xã Center (tiếng Anh: Center Township) là một xã thuộc quận Henry, tiểu bang Iowa, Hoa Kỳ. Năm 2010, dân số của xã này là 1.100 người.